# La Jeune Véra. Une Manon Lescaut russe
La Jeune Véra. Une Manon Lescaut russe (en russe : Турдейская Манон Леско, littéralement Manon Lescaut de Tourdeille) est un roman de l'écrivain russe Vsevolod Petrov sur la brève histoire d'amour entre un officier et une infirmière durant la Grande Guerre patriotique. Bien que le roman ait été écrit vers 1946, la première publication date seulement de 2006 dans le magazine Novy Mir (le texte pour l'impression a été préparé par le poète Vladimir Erle). Le texte a encore été publié dans le cadre d'une collection des œuvres de Petrov en 2016.
Dans le manuscrit, le roman a aussi comme sous-titre Tragédie pastorale qui n'est pas repris dans les publications.
Le récit est dédié à la mémoire de Mikhaïl Kouzmine, du cercle duquel Petrov a fait partie dans sa jeunesse. En langue française, la publication date de 2019, aux éditions Gallimard, le texte du roman russe est traduit par Véronique Patte et est suivi d'une postface de Luba Jurgenson.

## Sujet
Un officier, détaché à l'hôpital militaire effectue un long déplacement en train de l'arrière vers le front. Au cours du trajet il fait la connaissance de Véra et tombe amoureux d'elle. Celle-ci a 20 ans, mais elle a déjà été mariée deux fois et a souvent connu des aventures amoureuses. L'officier amoureux perçoit Véra a travers le prisme de l'histoire de l'art et de la littérature classique. Il la compare à Marie- Antoinette, et retrouve son visage dans des portraits d'Antoine Watteau. C'est pour lui une nouvelle Manon Lescaut « un idéal du siècle galant de la femme créée pour l'amour, une incarnation de la féminité à la fois innocente et impure ». Bien que Véra ait déjà un petit ami parmi les blessés, avec le temps, elle finit par répondre aux sentiments de l'officier.
Le narrateur et Véra passent quelques jours dans une petite station de chemin de fer au nom un peu breton de Tourdeille (ru) (station de chemin de fer près de la rivière Tourdeille dans l'oblast de Toula), où un hôpital de campagne est installé dans une maison en attendant un autre convoi. Véra raconte l'histoire de sa famille avant la guerre. Le narrateur ressent se produire imperceptiblement une métamorphose en son for intérieur :

« Des journées étonnantes commencèrent pour moi. Comme si je m'étais éloigné de mon être et que j'entamais une vie sans nom, sans espoir et sans souvenirs, une vie faite d'amour seulement […] dans un temps suspendu, me désaccoutumant du monde alentour. »

Quelques jours plus tard, l'hôpital ferroviaire est installé dans un nouveau convoi qui poursuit sa route vers le front. Le héros est appelé loin de Véra. Il demande à la doctoresse Nina Alekseevna de prendre soin de Véra et il part en pensant que Véra peut changer à son contact. Après quelque temps, il se retrouve dans un village où Véra vit à l'hôpital. Nina Alekseevna lui raconte qu'elle s'est liée d'amitié avec Véra. Bien que Véra le retrouve avec joie il semble au héros qu'Anna a réussi à la faire changer. Le lendemain il s'en va, mais la nuit il voit au loin un village en feu. Il apprend par Anna que Véra est morte dans le bombardement du village et que les restes de son corps n'ont pas été retrouvés.

## Écriture
Le manuscrit dactylographié du roman a été transféré en 1978 après la mort de Vsevolod Petrov par sa veuve Marina Nikolaevna Rzewuska au département manuscrit de la Maison Pouchkine. La date du manuscrit n'est pas indiquée et c'est pourquoi lors de la première édition elle a été reprise entre parenthèses et suivie d'un point d'interrogation: (<1946?>). Dans son journal intime, Petrov mentionne comme début de son travail sur son Manon Lescaut la date du 3 novembre 1943 et comme date d'achèvement la date du 22 janvier 1944.
L'histoire elle-même a un fond autobiographique. Durant la guerre, Petrov a été officier sur un train-hôpital, avec lequel les combattants blessés étaient évacués du front. C'est là qu'est né son amour pour une infirmière dénommée Véra Mouchnikova. Il note dans son journal en date du 11 février 1943 : « Tout à coup ma vie végétative dans le wagon a été perturbée à cause de Véra Mouchnikova, m'obligeant à ressentir les tourments de l'amour », et le 20 février il écrit : « Allongé sur ma couchette, j'ai imaginé un amour pour cette Manon Lescaut soviétique. La jeunesse ne me revenait-elle pas? ». Plus loin dans son journal il écrit à propos d'une trahison de Véra avec Rosa et de leur explication avec lui. Véra est déplacée ensuite à Ielets. Finalement dans ses notes de journal du 3 juin 1943 Petrov écrit : « Véra est morte. Une lettre de sa petite amie révèle sa mort. Le 14 mai elle a été tuée par une bombe ».
Sur base de la banque de données (OBD) qui regroupe les noms des soviétiques décédés durant la Seconde Guerre mondiale on peut retrouver une infirmière du nom de Véra Alexeevna Mouchnikova, originaire de Léningrad, décédée de ses blessures le 14 mai 1943 et inhumée à Fatej,.

## Critiques
Le critique littéraire Sergueï Botcharov, dans la préface de la première publication du roman en 2006, remarque qu'il a été écrit durant les mêmes années que le récit de Viktor Nekrassov Dans les tranchées de Stalingrad qui montrait la vérité sur la vie dans les tranchées, cette vérité que nous lisons dans le récit sur Manon Lescaut au front. « Une vérité sur les lois éternelles de la vie, de l'amour et de l'art, dans des circonstances liées à la vie et à la mort ». Botcharov considère le roman de Petrov comme « une histoire de guerre très inhabituelle », « une histoire simple réalisée suivant les lois de l'art en littérature ».
En 2016 dans l'édition des œuvres choisies de Petrov, des articles d'Oleg Iourev et d'Andreï Ouritski ont été publiés. Selon Iourev, le texte de Petrov, dont l'action se déroule dans un train sanitaire de l'armée, est une réponse au récit de Vera Panova Compagnons de voyage, une espèce de changeling qui diffère par son intonation et son émotion. Mais ce point de vue est contredit par le fait que le récit de Petrov écrit en 1946 est antérieur à celui de Panova qui date lui de 1948.
Le critique Nikolaï Alexandrov qualifie ce roman d'« œuvre étonnante, fondamentalement non-soviétique, intemporelle, qui mélange intentionnellement le vingtième et le dix-huitième siècle » : « C'est un roman de guerre dans la campagne (...), écrit avec une simplicité pénétrante ». Anna Narinskaïa écrit que le récit est « écrit dans une langue étonnamment transparente » et qu'elle « n'hésite pas à appeler un chef-d'œuvre ». Le scénario de l'histoire est caractérisé par la critique comme une « histoire auto-accusatrice (mais, et c'est important, pas auto-exhibitionniste) d'un intellectuel, pour lequel la complexité du mélange de l'art et de la vie est déjà entrée dans sa chair et dans son sang ». Selon Narinskaïa, il ne s'agit pas de parler de l'opposition entre soviétique et non-soviétique mais bien de l'opposition éternelle entre “moi et les autres”... sur la nécessité, malgré cette opposition, d'atteindre l'autre et sur le caractère mortel du contact avec l'autre ». Constantin Lvov considère que le héros de l'histoire d'amour se considère lui-même comme le coupable mystique de la mort de Véra. Toutefois la perte de la vie n'empêchera pas la survie de l'amour intemporel et le roman affirme « la victoire de l'art sur la vie et la mort ».